# 孔查利

孔查利（西班牙語：Conchalí），是智利的城鎮，位於該國中部聖地亞哥首都大區的聖地亞哥省，始建於1927年12月30日，面積70.7平方公里，海拔高度514米，2012年人口121,118人，人口密度每平方公里11,229人。
33°23′0″S 70°40′30″W / 33.38333°S 70.67500°W